# Svetlana Potemkina
Svetlana Ivakhonenkova-Potemkina est une cycliste russe née le 26 février 1973 prenant aussi la nationalité biélorusse en 2002.

## Palmarès sur route
- 2001
  - 3e du championnat de Russie du contre-la-montre

## Palmarès sur piste

### Championnats du monde
- Oslo 1993
  - 12e de la poursuite
- Hamilton 2003
  - 11e de la poursuite
  - 18e du scratch

### Coupe du monde
- 1994
  - 1re de la poursuite de Hyères
  - 2e de la poursuite à Bassano del Grappa
- 2003
  - 1re de la course aux points au Cap
  - 2e de la poursuite à Moscou

### Championnats d'Europe
- 1997
  - 5e de l'omnium endurance
- 2001
  -  Médaillée d'argent de l'omnium
- 2002
  -  Médaillée d'argent de l'omnium

### Championnats nationaux
- 1998
  - 2e de la course aux points